# Zeppelinmuseum

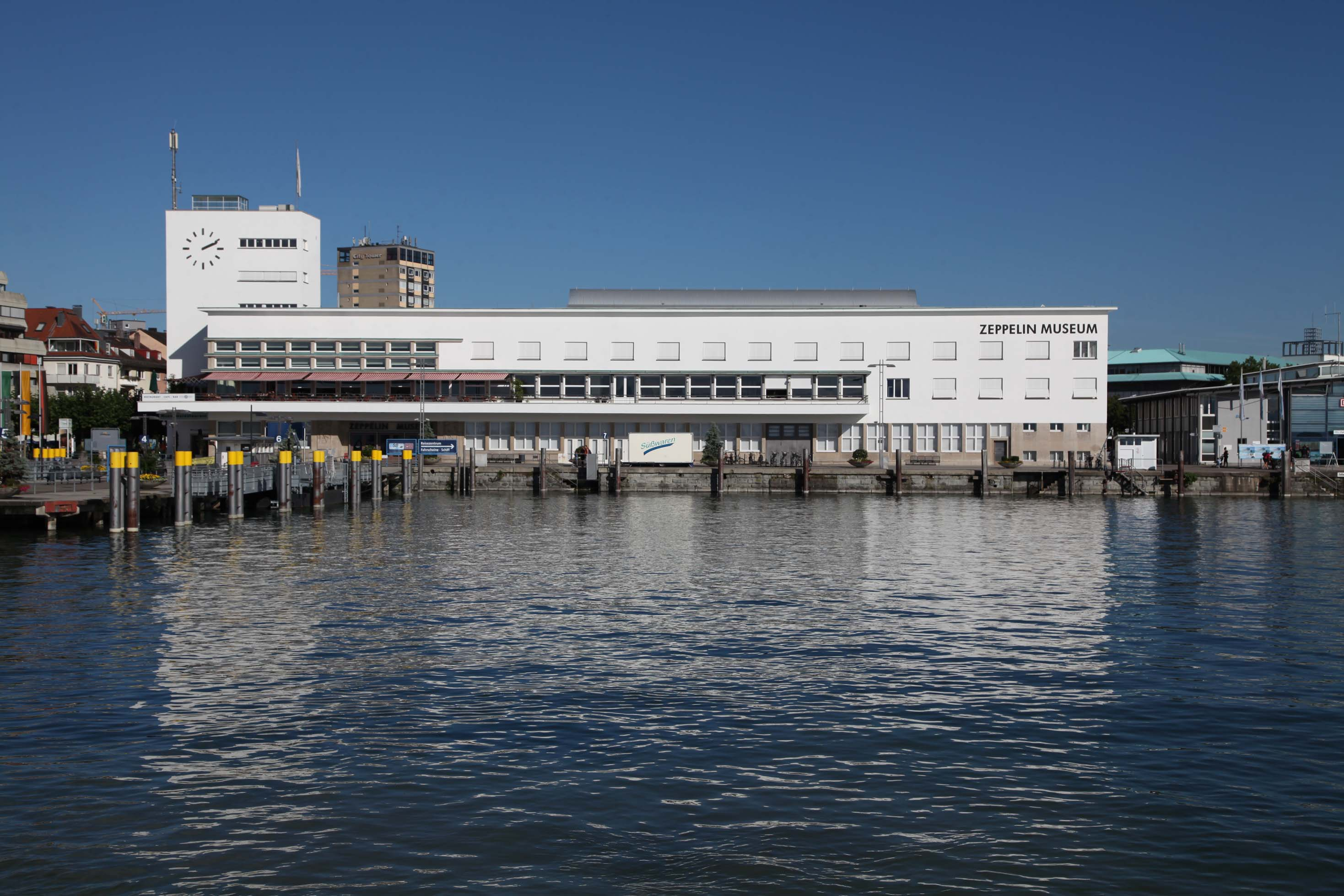

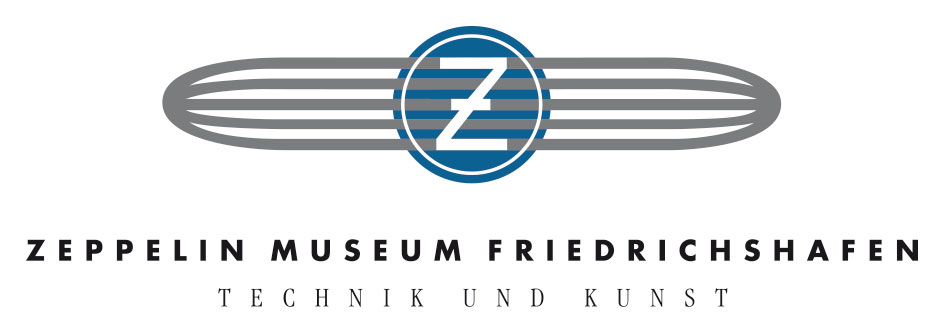

Het Zeppelinmuseum (Duits: Zeppelin Museum Friedrichshafen) is een museum in het Duitse Friedrichshafen dat gewijd is aan de zeppelin. Het museum werd in 1996 geopend in een voormalig station. De geschiedenis van het luchtschip en de ramp met de LZ129 Hindenburg komen aan bod. Ook de kunstverzameling van de stad Friedrichshafen wordt er tentoongesteld. 